# (12323) Häckel
(12323) Häckel – planetoida z pasa głównego asteroid okrążająca Słońce w ciągu 3 lat i 97 dni w średniej odległości 2,2 j.a. Została odkryta 4 września 1992 roku. Przed nadaniem nazwy planetoida nosiła oznaczenie tymczasowe (12323) 1992 RX.